# Enumeracão das Substancias Brazileiras
Enumeracão das Substancias Brazileiras (abreviado Enum. Subst. Braz.) es un libro con ilustraciones y descripciones botánicas que fue escrito por el cirujano y botánico brasileño António Luiz Patricio da Silva Manso y publicado en 1836.